# زيبا (زاز الشرقي)
زیبا (بالفارسية: زیبا) هي قرية تقع في إيران في قسم زاز الشرقي الریفي. يقدر عدد سكانها بـ 50 نسمة بحسب إحصاء 2016.